# Souadou Niang
Souadou Niang est une entrepreneure sénégalaise née à Dakar. Après avoir été femme de ménage aux États-Unis pour payer ses études, elle ouvre un luxueux hôtel à Dakar en 2017, le Palms Luxury.

## Biographie
En 1993, à 18 ans, elle emménage à New York, travaille pour payer ses études, puis s'installe à Washington. Elle est la douzième d'une famille de treize enfants et a une sœur jumelle. Son père décède quand elle a 3 ans. Sa mère meurt en 2002. Elle se marie à l'âge de 21 ans et  mère de  deux filles. Elle devient femme de ménage et poursuit ses études de management. Elle obtient son Bachelor et intègre l'équipe du Ritz-Carlton. Elle ouvre en 2017 le Palms Luxury, hôtel cinq étoiles à Dakar, avec une équipe majoritairement féminine, surmontant les obstacles entravant son projet : banques non prêteuses, propos décourageants de son entourage.